# Buly Da Conceição Triste
Buly Da Conceição Triste (4 luglio 1991) è un canoista saotomense.

## Biografia
È stato alfiere del São Tomé e Príncipe ai Giochi olimpici di Rio de Janeiro 2016.
Nella competizione a cinque cerchi ha gareggiato nel concorso del C1 1000 metri, dove è stato eliminato in semifinale.
Ai campionati mondiali di canoa/kayak di Seghedino 2019 è giunto ottavo nella finale B nel C2 200 metri, remando con Roque Fernandes Dos Ramos.
Ai Giochi panafricani di Rabat 2019 ha vinto la medaglia d'oro nel C-2 1000 metri, in coppia con il connazionale Roque Fernandes Dos Ramos, quella d'argento nel C-1 1000 metri e quella di bronzo nel C-1 200 metri.

## Palmarès
- Giochi panafricani

Rabat 2019: oro nel C-2 1000 metri; argento nel C-1 1000 metri; bronzo nel C-1 200 metri;